# Област Томамае
Област Томамае (јап. 苫前郡) Tomamae-gun се налази у субпрефектурама Румој, Хокаидо, Јапан. 
2004. године, у области Машике живело је 14.828 становника и густину насељености од 12,28 становника по км². Укупна површина је 1.207,03 км².

## Вароши и села
- Хаборо
- Шосанбецу
- Томамае